# SAE J1772

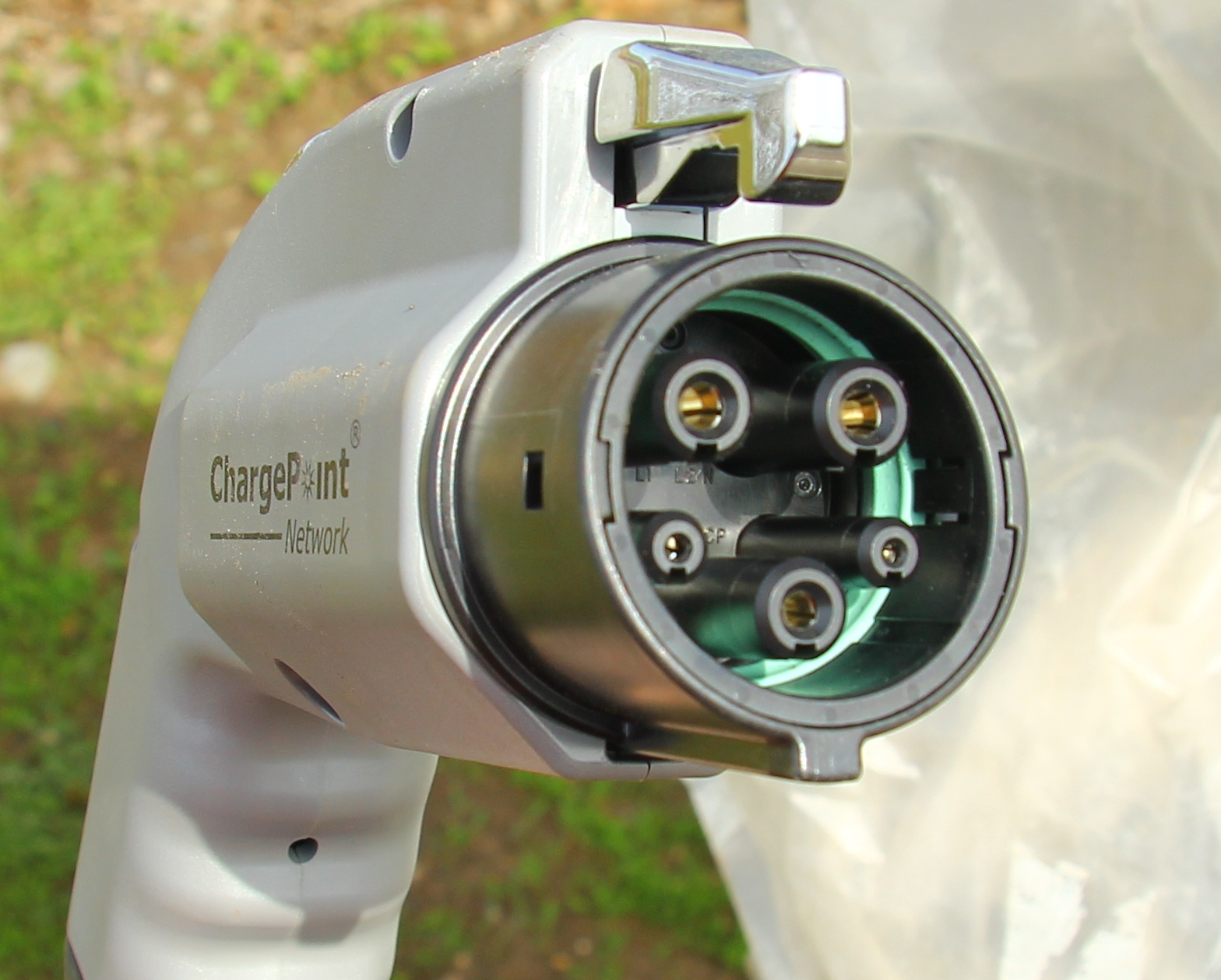
Een SAE J1772-2009 connector, met handmatige vergrendelingshaak

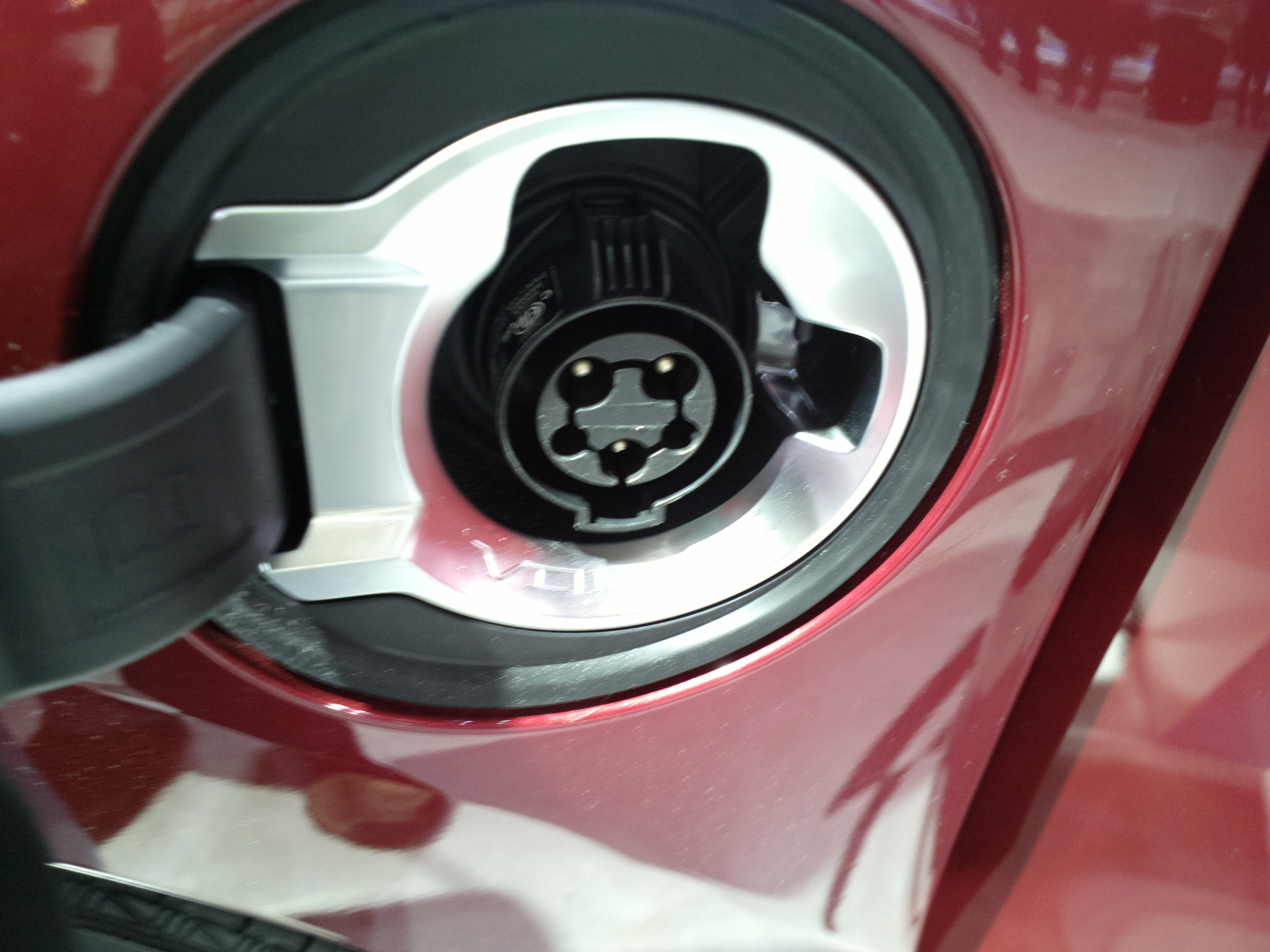
Een elektrische auto met een J1772-aansluiting

SAE J1772, ook wel Type 1-connector of Yazaki, is een internationale standaard die een serie stekkerverbindingen en oplaadmodi beschrijft voor elektrische voertuigen. De norm wordt onderhouden en bijgewerkt door de Society of Automotive Engineers (SAE).

## Beschrijving
De SAE J1772-standaard werd goedgekeurd in 2001 en bevat verschillende oplaadmodi die sneller opladen mogelijk maken met 240 volt, naast de 120 volt-aansluiting die gebruikelijk is in Noord-Amerika.
In 2009 werd een herziening van de norm aangenomen, waarin een nieuw type connector werd opgenomen, ontworpen door Yazaki, dat nu rond was. Deze SAE-J1772-2009 oplaadconnector is opgenomen in de norm IEC 62196-2:2011 als Type 1. Het connectortype heeft vijf contacten; twee contacten voor enkelfasige wisselstroom, een aarde en twee signaalcontacten die compatibel zijn met de signaalcontacten zoals gedefinieerd in 2001. De stekkercontacten zijn opnieuw ontworpen voor snel opladen tot 80 ampère.
Deze enkelfasige stekker is vooral in gebruik in de Verenigde Staten en in oudere Japanse voertuigen. In Europa wordt de Mennekes-stekker (IEC 62196-2 Type 2) als standaard gebruikt, die ondersteuning heeft tot driefasen.

## Kenmerken
| Kenmerk   | Type 1 (Yazaki)                                                            |
| --------- | -------------------------------------------------------------------------- |
| Fase      | enkelfase                                                                  |
| Stroom    | 32A                                                                        |
| Spanning  | 240V (AC)                                                                  |
| Pinnen    | 5                                                                          |
| Contacten | twee spanningvoerende contacten, een aardgeleider en twee signaalcontacten |
| Afmeting  | 43 mm (diameter)                                                           |
| Schema    |                                                                            |